# 賀陽小玉女
賀陽 小玉女（かや の おたまめ、生没年不詳）は、奈良時代の女官。備中国賀陽郡出身。姓は臣、のち朝臣。位階は従五位下・勲六等。

## 出自
賀陽臣は、『先代旧事本紀』「国造本紀」にある加夜国造家で、吉備津神社を祭る氏族である。『日本書紀』応神天皇22年に御友別の子、仲彦を吉備国の上道県に封じたのが、上道臣・香屋臣の始祖であるとの伝承を載せている。『書紀』には舒明天皇の妃の一人に吉備国の蚊屋采女が、蚊屋皇子の生母としてあげられている。天平11年（739年）の備中国大税負死亡人帳に、賀夜郡の人として、賀陽の氏を持つ者が多く見られている。

## 経歴
称徳朝の天平神護元年（765年）正月、藤原仲麻呂の乱後の論功行賞で桑原島主らとともに従七位下から外従五位下に叙せられ、さらに和気広虫・桑原島主・草鹿酒人水女らとともに勲六等を授けられている。この日、白馬の節会の宴が開かれ、五位以上のものはこれに参加し、禄を与えられている。同年6月、一族の者11人とともに朝臣姓を与えられている。
その後、光仁天皇の宝亀元年（770年）10月、桑原島主・武蔵家刀自・和気広虫らとともに内位の従五位下に昇叙する。
なお、天平宝字8年（764年）7月27日付の東大寺施薬院解によると、施薬院より「桂心」「小壱伯伍拾（百五十）斤」の分譲を請うたのに対し、造東大寺司は「賀陽采女」の宣により、直ちにこれを施薬院合薬料に取り出して使用した旨の記載があり、この蚊屋（賀陽）采女は、直後に勃発した上述の仲麻呂の乱に功績を立てた小玉女のことではないか、とされている。

## 官歴
『続日本紀』による
- 時期不詳：従七位下
- 天平神護元年（765年）正月7日：外従五位下・勲六等。6月1日：朝臣賜姓
- 宝亀元年（770年）10月25日：従五位下（内位）